# Vermipsylla
Vermipsylla (лат.) — род блох из семейства Vermipsyllidae. От других блох отличаются обособленными длинными предсенсилиальными щетинками и анальными стилетами у самок. Мезонотум примерно одинаковой длины и высоты. В горах Центральной Азии и Китае паразитируют на овцах, козах, яках и других копытных животных.

## Классификация
Около 10 видов
- Vermipsylla alakurt  Schimkewitsch, 1885
- Vermipsylla asymmetrica  Liu Chiying, Wu Houyong et Wu Foolin, 1965
- Vermipsylla ibexa  Zhang Jintong et Yu Xin, 1981
- Vermipsylla minuta  Liu Lienchu, Chang Wenfu et Chen Tehliang, 1974
- Vermipsylla parallela  Liu Chiying, Wu Houyong et Wu Foolin, 1965
- Vermipsylla perplexa  Smit, 1975
- Vermipsylla quilianensis  Wu Wenching, Tsai Liyuen et Liu Chiying, 1980
- Vermipsylla yeae  Yu Xin et Li Weidong, 1990